# Cité-jardin Blumenthal
Pour les articles homonymes, voir Blumenthal.
La cité-jardin Blumenthal, appelée aussi Cité-jardin d'Epinay-sur-Seine, est une cité-jardin créée avenue de la République à Épinay-sur-Seine par l'architecte Georges Vaudoyer à la demande de l'homme d'affaires Willy Blumenthal.
Ce projet s’inscrit dans la continuité du socialisme utopique de Charles Fourier.

## Description
Elle compte trois-cents pavillons et deux immeubles collectifs comprenant trente-quatre logements.

## Historique

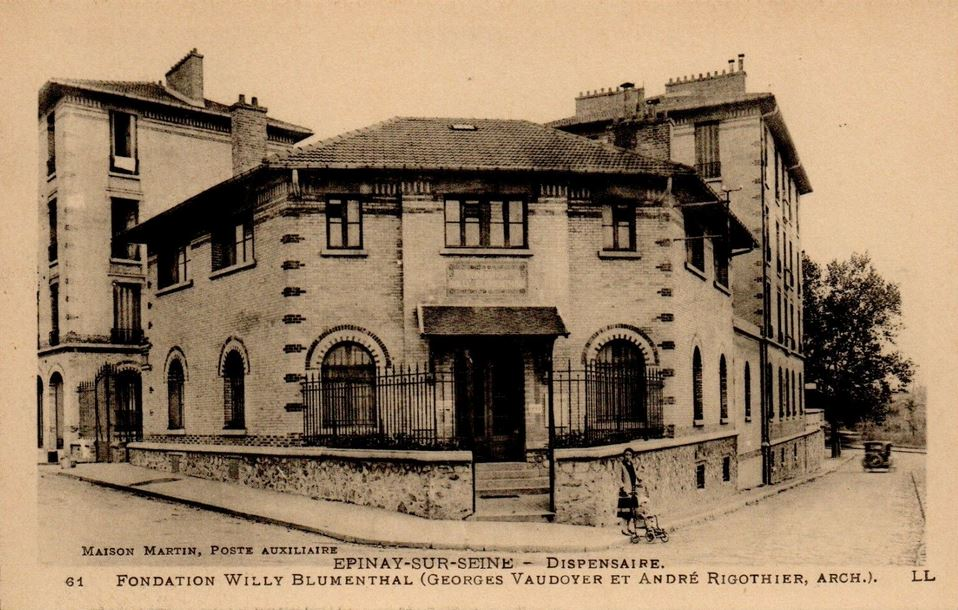
Le dispensaire Blumenthal.

Après avoir réalisé dès 1907 la cité « Chacun chez soi », Willy Blumenthal crée la Société anonyme des Habitations à bon marché (H. B. M.) d’Épinay et confie à l’architecte Georges Vaudoyer la conception de ce projet.
Ce projet est présenté en 1911 au premier concours de cités-jardins organisé par le Comité de patronage des HBM et de la prévoyance sociale de la Seine, institué par la loi Strauss. 
En 1943, la fondation Blumenthal est mise sous séquestre par le régime nazi en tant que « propriété juive ». En 1945, tous ses biens sont attribués à la Croix-Rouge et, en 1959, la salle de spectacle est vendue à la société Carbone Lorraine.
Le centre de santé de la Croix-Rouge est définitivement supprimé en 2006.